# 霍米亞基夫卡 (斯尼亞滕區)
48°34′27″N 25°17′37″E / 48.57417°N 25.29361°E
霍米亞基夫卡（烏克蘭語：Хом'яківка），是烏克蘭西部的村莊，隸屬伊萬諾-弗蘭科夫斯克州的科洛梅亞區。該村面積10平方公里，2001年人口1,010，人口密度每平方公里101人。